# Franz Keller (Psychologe)
Franz Keller (* 19. Mai 1913; † 12. September 1991) war ein Schweizer marxistischer Psychologe, Eheberater sowie Publizist.

## Leben
Keller ist aufgewachsen in Solothurn. Er studierte Psychologie, Philosophie und Literaturgeschichte an den Universitäten Zürich, Bern, München, Wien und Paris. 1938 promovierte er in Bern mit der Arbeit Eitelkeit und Wahn: Eitelkeit als Charakterschwäche und als Grössen- und Verfolgungswahn. Die Werke von Leonhard Ragaz und Carl Gustav Jung beeinflussten ihn. Ab 1938 arbeitete er als Psychologe und Graphologe in Ascona und Zürich.
Keller gehörte der SP, der Gesellschaft Schweiz–Sowjetunion, der Gesellschaft Schweiz–DDR und der Schweizerischen Friedensbewegung an. Er war auch Mitglied des Präsidiums (seiner Sektion) des Weltfriedensrats. Zusammen mit Theo Pinkus gab er die unabhängig-sozialistische Zeitschrift Zeitdienst heraus. Er schrieb auch für das Profil und den Vorwärts. In den 1960er und/oder 1970er Jahren veröffentlichte er ein "Psychologisches Seminar" als "Exklusivserie" in der Stadtberner Zeitschrift Lebensberater.
In den 1950er Jahren hielt er sich mehrmals für längere Zeit in der DDR auf. In den 1960er Jahren war Keller Sekretär des Regionalkomitees Bern–Mittelland der Bewegung gegen die atomare Bewaffnung der Schweiz. Ab 1966 war Keller Referent in der Junkere 37. Er war zudem Mitglied der Schweizerischen Vereinigung für straflosen Schwangerschaftsabbruch und, zusammen mit Regula Beck und Martin Herrmann, Verantwortlicher für die Sektion Bern. 1983 setzte sich Keller gegen die Schließung des Berner Büros der sowjetischen Nachrichtenagentur Novosti durch Bundesrat Rudolf Friedrich ein. Viele Zeit verbrachte er in seinem Chalet "Fermate" in Feutersoey bei Gstaad. Bis zu seinem Lebensende versuchte er, Christentum und Marxismus zu vereinbaren.
Er war verheiratet und hatte eine 1945 geborene Tochter, Verena Keller. Franz Keller ist in einem „Gemeinschaftsgrab des Bremgartenfriedhofs in Bern“ begraben.

### Zitat
«Es gibt in der Bibel eine Predigt, die an keiner Stelle der gereiften Vernunft widerspricht: die Bergpredigt! Denkt nämlich der Arzt im Geiste Constantin von Monakows und Pierre Janets das Bekenntnis zur Lebenserhaltung zu Ende, gelangt er mit zwingender Notwendigkeit zu einem Lebensideal, wie es uns Jesus gab. Forscht der Seelenkundige mit Methoden von C. G. Jung, Oskar Pfister und Carlo Sganzini nach den Quellen des dauerhaftesten Glücks, findet er sie in den Seligpreisungen. Und fragt der Denker gemäss der radikalen Erkenntniskritik eines Robert Roetschi oder Fritz Medicus nach dem Wesen Gottes, wird er von der Wahrheit ergriffen: Selig sind, die reinen Herzens sind, denn sie werden Gott schauen!»

## Publikationen (Auswahl)
Monographien
- Psychologische Zeitlupe: Die jüngste Vergangenheit im Vergrösserungsglas eines Psychologen. Solothurn: Buchdruckerei Vogt–Schild A.G., 1941 OCLC 637240542
- Wie sich finden? Möglichkeiten der Eheanbahnung. Riggenbach, Basel 1942?. OCLC 601084245
- Vom seelischen Gleichgewicht: Betrachtungen über Psychohygiene und Religion. A. Francke, Bern 1945. OCLC 257868013
- Frei werden von Hemmungen. Riggenbach, Basel 1954. OCLC 36110635
- Die moderne Ehe. Eine zeitgemäße Antwort auf die sexuelle Frage. (1. Teil: "Die kranke Ehe und ihre Heilung"; 2. Teil: "Die gesunde Ehe") Humata Verlag, (Münzgraben 4 in) Bern 1954. OCLC 14665918[4]
- Das Schicksal der abendländischen Kultur. Manuskript, 70 Seiten, Schweizerisches Sozialarchiv Ar. 128.5

Artikel/Buchkapitel
- Die Aufgaben des Seelenarztes: Vortrag. In: Sonntagsblatt der Solothurner Zeitung. 15/1943.
- Die richtige Gattenwahl: Eine Auseinandersetzung mit den Sympathietheorien von Kretschmer, Szondi und Jung. In: Festschrift zum 60. Geburtstag von Professor Dr. phil. Heinrich Hanselmann. Rotapfel, Erlenbach/Zürich 1945, S. 39–47. OCLC 603859875
- Der Fall Kramer. In: NZZ vom 17. August 1951, Blatt 6 (vergleiche Zeitdienst vom 16. Juni 1951)
- Die sieben Schichten der Person. In: Ordo Humanus, Verlag der Internationalen Gemeinschaft für Psychologie und Verlag Jugenddienst, 4/1974.
- Kommunen: Modelle für die Zukunft? Die Beurteilung von neuen Formen der Sexualität und des Gemeinschaftslebens im Sozialismus. In: National-Zeitung am Wochenende. 8. Juni 1974.
- Wandlungen der Psychotherapie im 20. Jahrhundert. In: Ordo Humanus, Nr. 104, 2/1975, S. 41–53, Luzern/Erstfeld: Verlag der Internationalen Gemeinschaft für Psychologie und Verlag Jugenddienst (Separatdruck) OCLC 313085020
- Psychoanalyse des Sündenfalls. In: Henri von Schumacher, Franz Keller. Menschwerdung oder Sündenfall! (Separatdruck aus der) Zeitschrift Ordo Humanus, Verlag der Internationalen Gemeinschaft für Psychologie und Verlag Jugenddienst, Luzern/Beromünster, Nr. 106, 3/1975 OCLC 82512938
- Über die Neurosen von Freud und Jung: Probleme und Problemprojektionen der grossen Psychologen. Mit einem Kommentar von August E. Hohler. In: nz am wochenende. Die politisch–kulturelle Wochenausgabe der National-Zeitung. Nr. 254, 16. August 1975, Seiten 1 und 5.
- Aufklärung und Romantik in der Tiefenpsychologie. In: Ordo Humanus, Nr. 112, 2/1976, Luzern/Beromünster: Verlag der Internationalen Gemeinschaft für Psychologie und Verlag Jugenddienst. OCLC 428142022
- Insel Utopia – ein Nirgendwo? In: Basler Magazin (Wochenendbeilage der Basler Zeitung) Nr. 52 vom 29. Dezember 1979, Seiten 6–7.

Diskussionsbeiträge
- Mit Theo Pinkus: Genügen uns die grossen Zeitungen? Einladung in die Junkere 37, 176. Abend vom 29. März 1968.[5]
- Progressiv oder pubertär? Zur Psychologie der revolutionären Jugend. Einladung in die Junkere 37, 184. Abend vom 17. Mai 1968.